# Protohermes hubeiensis
Protohermes hubeiensis är en insektsart som beskrevs av Ding Yang och C.-k. Yang 1992. Protohermes hubeiensis ingår i släktet Protohermes och familjen Corydalidae. Inga underarter finns listade i Catalogue of Life.